# Kaapse leeuw
De Kaapse leeuw (Panthera leo melanochaita) is een ondersoort van de leeuw die vroeger voorkwam in Zuid-Afrika van de Kaapprovincie tot Natal.

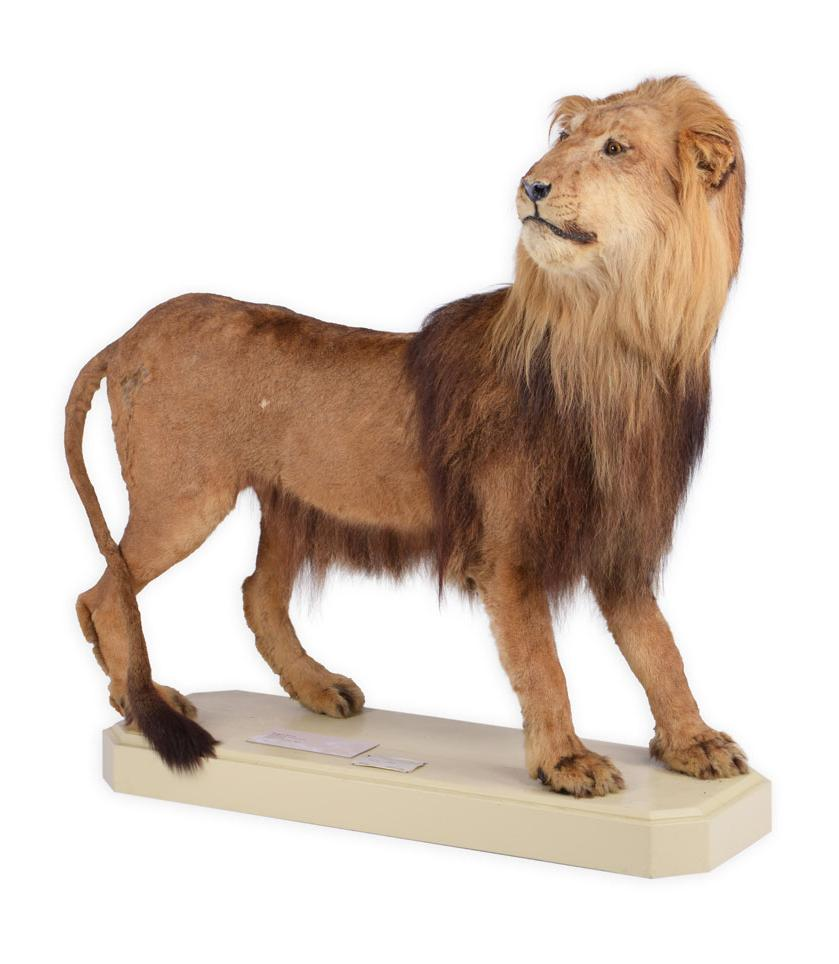
Opgezette Kaapse leeuw
Collectie van Naturalis

De mannelijke dieren zouden erg dikke, donkergekleurde manen gehad hebben die zich uitstrekten over de kop, hals, borst en de hele buik. De leeuwen werden tijdens de kolonisatie van Zuid-Afrika in de 17e eeuw actief bejaagd en uit hun leefgebied verdreven door kolonisten die boerderijen stichtten. Sinds 1865 is er nooit meer een Kaapse leeuw gesignaleerd. De Kaapse leeuw wordt gezien als een uitgestorven ondersoort van de Afrikaanse leeuw. Een opgezet exemplaar is te bezichtigen in het museum van Wiesbaden. Naturalis Biodiversity Center in Leiden bezit een opgezette Kaapse leeuw en twee schedels. Het opgezette exemplaar werd in 2020 en 2021 tijdelijk publiekelijk tentoongesteld tijdens de viering van het 200-jarig jubileum van het museum.